# Vodní elektrárna Jupiá
Vodní elektrárna Jupiá (portugalsky Usina Hidrelétrica Jupiá) je vodní dílo na řece Paraná v Brazílii. Instalovaným výkonem patří mezi největší vodní elektrárny v zemi.

## Systém Urubupunga
Vodní dílo se nalézá ve zúžení řečiště řeky Paraná v místech, kde řeka vytvářela mohutné vodopády Urubupunga. Tyto vodopády patřily mezi nejmohutnější vodopády světa. Spolu s ještě většími vodopády Sete Quedas tvořily na řece nejatraktivnější kaskádu vodopádů v Jižní Americe.
Přes stejný zlom, přes který padala Paraná na vodopádech Urubupunga, přepadal v blízkosti i její levostranný přítok Tieté na vodopádech Itapura. Přes stěnu vysokou 13 metrů přepadávala Paraná o průměrném průtoku 6 700 m3/s na šířce 2 000 metrů a Tieté o průtoku přes 600 m3/s na šířce 500 metrů. Oba vodopády byly turistickou atrakcí a jejich energie byla částečně využita vodní elektrárnou Eloy Chaves, zásobující město Três Lagoas. Vodopády na obou řekách, elektrárnu Eloy Chaves i historické město Itapura pohltila přehradní nádrž Jupiá, napuštěná v roce 1968.
Hladina nádrže o ploše 330  km2  dosahuje pat elektráren Ilha Solteria na Paraná i  Três Irmãos na Rio Tietê a tvoří tak jejich spodní pracovní hladinu. Elektrárny Ilha Solteria a Três Irmãos pracují se stejnou horní hladinou spojenou umělým kanálem. Všechny tři elektrárny tak tvoří jediný komplex vodních děl, které se svým provozem vzájemně ovlivňují a který byl vybudován ve stejné době. Po věhlasném zaniklém přírodním díle nese název Systém Urupubunga.

## Popis
Přehradní těleso o celkové délce 5495 metrů se skládá z kamenité sypané hráze a gravitačních betonových částí přelivu a elektrárny. Maximální výška hráze je 53 metrů.
Přeliv je určen pro převod průtoku 44 960 m3/s.
Ve strojovně při pravém břehu pracuje na optimálním spádu 21,3 metrů 14 Kaplanových turbín o výkonu 110 MW. Výkon hlavních jednotek doplňují dvě jednotky o výkonu 5 MW, pro vlastní provoz stanice.
Plavební systém je jednokomorový jednocestný o rozměrech komory 210 x 17 metrů.
Stavební práce započaly v roce 1951 a v letech 1968 – 1974 byly instalovány hydroagregáty. Plavební systém byl uveden do provozu v roce 1998.